# غولوبينتسي
غولوبينسي (Голубинци) هي مدينة في سريم في مقاطعة فويفودينا في صربيا. ويبلغ عدد سكانها 5129 حسب تعداد العام 2002.